# Talsperre Ludkovice
Die Talsperre Ludkovice (tschechisch Vodní nádrž Ludkovice bzw. Ludkovická přehrada) ist ein Wasserbauwerk in Tschechien. Sie liegt am nördlichen Ortsausgang von Ludkovice und staut den Ludkovický potok am Flusskilometer 6,25. Betreiber ist die Povodí Moravy s.p.–závod Střední Morava.  Sie dient als Trinkwasserreservoir für das Wasserwerk Luhačovice sowie der Gewährleistung eines Mindestdurchflusses im Ludkovický potok.

## Geographie
Die Talsperre befindet sich am südlichen Abfall des Wisowitzer Berglandes im Tal des Baches Ludkovický potok. Nördlich erheben sich der Oberský (483 m) und Čertův kámen (542 m), im Nordosten die Brda (600 m), Baba (635 m), Komonec (672 m) und Větrník (432 m), südöstlich die Obora (386 m) sowie im Nordwesten die Kamenná (483 m). Umliegende Ortschaften sind Pradlisko im Norden, Řetechov im Nordosten, Pozlovice im Osten, Luhačovice und Ludkovice im Süden, Hřivínův Újezd im Westen sowie Doubravy und Březůvky im Nordwesten.

## Geschichte
Die Talsperre wurde 1968 als Trinkwasserreservoir für die Wasserversorgung der Stadt Luhačovice errichtet. Der Schüttdamm besteht aus Sandstein mit Lehmkies. Die am Ostufer des Stausees entlangführende Ortsverbindungsstraße von Ludkovice über Pradlisko nach Provodov wurde 2009 zum Schutz der Trinkwassertalsperre saniert.